# …И мешок в реке (Во все тяжкие)
…И мешок в реке (англ. …And the Bag’s in the River) — третий эпизод американского драматического сериала «Во все тяжкие». Премьера эпизода состоялась 10 февраля 2008 года на канале AMC. Автором сценария стал Винс Гиллиган, а режиссёром стал Адам Бернштейн.

## Сюжет
Уолтер и Джесси убирают кровавые останки Эмилио, пока Крейзи-8 приходит в сознание в подвале. Во время разговора с Уолтом Крейзи-8 рассказывает, что Джесси рассказал ему и Эмилио о личной жизни Уолта. Затем Уолт дерётся с Джесси, находящимся под кайфом от метамфетамина, и выкидывает остатки наркотика. Джесси ругает Уолта за то, что он не выполнил свою часть сделки, и уезжает. Тем временем Скайлер говорит Мари, что она работает над новым рассказом с персонажем-торчком, и спрашивает её о марихуане. Мари предполагает, что Скайлер думает, что Уолтер-младший курит травку, но Скайлер настаивает, что она просто рассказывала свою историю. Мари просит Хэнка напугать Уолта-младшего и он отвозит его в мотель, чтобы показать, как метамфетамин разъел зубы проститутки Венди.
Уолт звонит Скайлер, чтобы извиниться за опоздание, солгав, что он допоздна работает на автомойке. Скайлер сообщает Уолту, что знает, что он уволился с работы две недели назад, и говорит ему не возвращаться домой. Уолт взвешивает все «за» и «против» убийства Крейзи-8. Уолт решает отнести пленнику сэндвич, но по дороге падает, разбивает тарелку и теряет сознание. Придя назад в сознание, Уолт говорит Крейзи-8, что у него рак лёгких. После разговора с Крейзи-8, Уолт решает отпустить его на свободу. Уолт идёт за ключом от велозамка, который удерживает Крейзи-8 в плену. Однако он понимает, что в разбитой тарелке отсутствует большой осколок, что означает, что Крейзи-8 взял его, пока Уолт был без сознания, и планирует использовать его в качестве оружия. Уолт душит Крейзи-8 замком, как гарротой, но последний успевает нанести удар Уолту в ногу разбитой тарелкой. Уолт возвращается домой и находит Скайлер, сидящую на кровати и плачущую. Он говорит, что ему нужно ей что-то сказать.
Тем временем Хэнк и несколько агентов УБН обнаруживают место варки в пустыне вместе с машиной Крейзи-8. Внутри машины они находят небольшой пакетик кристаллического мета, приготовленного Уолтом. Семья индейцев отдаёт противогаз, который девочка нашла в предыдущем эпизоде.

## Производство
Эпизод был написан Винсом Гиллиганом и срежиссирован Адамом Бернштейном; он был показан на канале AMC в США и Канаде 10 февраля 2008 г.

## Значение названия
Название эпизода является частью диалога из фильма 1957 года «Сладкий запах успеха», в котором персонаж сообщает, что решил проблему:
Дж. Дж. Хансекер: Это значит, что у тебя есть план. Вы можете доставить?
Сидни Фалько: Сегодня вечером, перед сном. Кот в мешке, и мешок в реке.

## Реакция
Сет Амитин из IGN дал эпизоду оценку 8,9 из 10, прокомментировав: «Если вы соберёте все эпизоды всех существующих телешоу и скатаете их в один гигантский шар, мы сомневаемся, что у вас получится что-то столь же интенсивное, как та минута телепередачи, где Уолт убивает Сумасшедшего-8 [sic]». Донна Боуман из The A.V. Club дала эпизоду оценку «A−», сказав: «Вся тяжёлая часть, которая мне так нравилась и описана выше, — но в то же время этот эпизод был полон уморительных реплик».
В 2019 году The Ringer поставил «…И мешок в реке» на 10-е место лучших эпизодов «Во все тяжкие» (из 62). Vulture.com поставил его на 22-е место в общем зачёте.